# ایراکلی کوباخیدزه
ایراکلی کوباخیدزه (به گرجی: ირაკლი კობახიძე) (زاده ۲۵ سپتامبر ۱۹۷۸) یک سیاستمدار و استاد قانون اساسی گرجی است که از فوریه ۲۰۲۴ تاکنون به عنوان ۱۶مین نخست‌وزیر گرجستان مشغول به کار است. وی رئیس سابق مجلس گرجستان و نماینده فعلی این مجلس از سال ۲۰۱۶ است که همزمان با نمایندگی دبیری اجرایی حزب حاکم مجلس (رؤیای گرجستان) را نیز برعهده دارد. او پیش از ورود به سیاست، استاد دانشگاه دولتی تفلیس اهل گرجستان بود و تا به امروز در آن تدریس می‌کند.
حکومت کوباخیدزه به بدتر شدن روابط با جهان غرب شتاب داد، و حکومت او متهم به کارشکنی در تقاضای گرجستان برای عضویت در اتحادیه اروپا شده است. ایالات متحده آمریکا تحریم‌هایی را علیه کوباخیدزه، اعضای حکومت او و اعضای حزب رؤیای گرجستان به خاطر «تضعبف دموکراسی در گرجستان» اعلام کرد. رویکرد او به‌طور گسترده غرب‌ستیزانه توصیف شده، و او بارها غرب را به سوق دادن گرجستان به «گشودن یک جبهه دوم» و پیوستن به جنگ روسیه و اوکراین متهم کرده است.